# Anne König (Bildungswissenschaftlerin)
Anne König (* 1959) ist eine deutsche Ingenieurin und Bildungswissenschaftlerin. Seit April 2000 ist sie Professorin für die Betriebswirtschaftslehre für Druckindustrie und Verlage an der Berliner Hochschule für Technik und seit 2018 Vorsitzende des Hochschullehrerbundes Landesverband Berlin e.V.

## Karriere und Leben
Anne König absolvierte nach ihrem Abitur in Münster eine Berufsausbildung zur Druckerin, Schwerpunkt Buchdruck. Ab 1981 studierte sie Druckereitechnik mit Fachhochschulabschluss zur Diplomingenieurin an der Bergische Universität Wuppertal, ehem. Gesamthochschule Wuppertal.
Nach Berufstätigkeiten als Produktionsleiterin einer Druckerei in Frankfurt, einem Studium der Erziehungswissenschaft an der Johann Wolfgang Goethe-Universität Frankfurt am Main und als wissenschaftliche Mitarbeiterin am Fraunhofer Institut für Arbeitswirtschaft und Organisation, Hans-Jörg Bullinger, wurde sie 1999 am Institut für Berufs‑, Technik‑ und Wirtschaftspädagogik der Universität Stuttgart zur Dr. phil. promoviert. Ihre Forschungsschwerpunkt sind im Themengebiet Drucktechnik die Digitalisierung mit Schwerpunkt auf den Online-Druck und im Themengebiet Bildungswissenschaften digitale Medien in der Aus- und Weiterbildung der Medienbranche. Sie ist Mitinitiatorin und Leiterin des Studiengangs Betriebswirtschaftslehre Digitale Wirtschaft.

## Publikationen (Auswahl)
- König, Anne (2022): Bedeutung des Promotionsrechts von HAW für die Durchlässigkeit des Bildungssystems am Beispiel des Landes Berlin. In: Rüve, Gerlind; Altvater, Peter (Hrsg.): Strategische Entwicklung von Hochschulen für Angewandte Wissenschaften, ISBN 978-3-948388-20-1, Verlag: HIS-Institut für Hochschulentwicklung e.V. Hannover, 70 Seiten, S. 24–31.
- König, Anne (2018): Strukturwandel in der Druckindustrie. In: Constanze Lindemann/Harry Neß (Hrsg.): Vom Buchdrucker zum Medientechnologen. Wege der Druckindustrie in die Welt der Digitalisierung. VSA: Verlag Hamburg 2018. S. 14–25.
- König, Anne (2018): Reaktionen von FacharbeiterInnen auf den technologischen Wandel in Kleinbetrieben der Druckindustrie. In: Constanze Lindemann/Harry Neß (Hrsg.): Vom Buchdrucker zum Medientechnologen. Wege der Druckindustrie in die Welt der Digitalisierung. VSA: Verlag Hamburg 2018. S. 70–83.
- König, Anne (2017): Print 4.0 - Digitalisierung und Vernetzung in Druckereien und von Druckprodukten. In: Lucks, Kai (Hrsg.): Praxishandbuch Industrie 4.0 - Branchen, Unternehmen, M&A. Stuttgart: Schäffer-Poeschl 2017, S. 535–543.
- König, Anne (2014): Aufbau und Betrieb eines Bildungsportals. In: Bundesinstitut für Berufsbildung (Hrsg.): Berufsbildung in der Praxis. S. 7–74. W. Bertelsmann Verlag GmbH, Bielefeld. ISBN 978-3-7639-5415-5. Bezug: wbv-Verlag.
- König, Anne (2014): Vom Meister zum Bachelor. Anrechnung beruflicher Kompetenzen am Beispiel des Studiengangs Druck- und Medientechnik. In: Kammasch, Gudrun; Lüdtke, Hartwig (Hrsg.): Krise des „Kompetenz“-Begriffs? Wege zu technischer Bildung, S. 137–142. ISBN 978-3-00-045948-1
- König, Anne (2013): Kalkulatorische Effekte der Sammelproduktion. In: Druckspiegel 10/2013, S. 11–15.
- König, Anne (2013): Übergänge aktiv gestalten - Anrechnung berufliche erworbener Kompetenzen in der Praxis. In: Die Neue Hochschule 02/2013, S. 44–47. ISSN 0340-448X.
- König, Anne (2011): Geschäftsmodell Onlinedruck. Entstehungsgeschichte, Funktionsweise, Beispiele. In: Peschke, H.; König, A. (Hrsg.): Berichte aus der Druck‑ und Medientechnik Nr. 01⁄2011, ISSN 1864-5615.
- Görtz, Lutz; König, Anne; Schraps, Ulrike (2010):Weiterbildung für Beschäftigte der Druck- und Medienbranche: Ein Branchenportal. In: Personalführung 02/20, S. 50–56. ISSN 0723-3868.
- König, Anne; Schmitz, Hans (2009): Kumulative E-Learning-Module zur Erhöhung der Durchlässigkeit – Ein Beispiel aus der Druck‑ und Medienbranche. In: Helmstädter, Hans-Georg; Tippe, Ulrike (Hrsg.): Durchlässigkeit und Anrechnung im Hochschulalltag. Schriftenreihe zu Fernstudium und Weiterbildung Band 4, Brandenburg, S. 84–94.
- König, Anne; Göbel, Stephan; Krupp, Michael (2009): Vor-Ort-Service im Maschinenbau – Die Ersatzteilkiste denkt mit. In: IT&Production, S. 46–47.
- König, Anne (2008): Vernetzte Kommunikation an Hochschulen – ein Erfahrungsbericht. In: Bohl, Oliver; Kortzfleisch, Harald: Wissen, Virtualisierung, Vernetzung. Josef Eul Verlag 2008, S. 301–307.
- König, Anne (2004): E-Business@Print – Internetbasierte Services und Prozesse. Berlin, Heidelberg: Springer-Verlag.
- König, Anne (2004) (Hrsg., zusammen mit Bamberger, Rainer; Israel, Dagmar): Remote Services – Gestaltung von Services in der Investitionsgüterindustrie. Chemnitz: ATB Schriftenreihe.
- König, Anne (2003): Entwicklungspotenziale von eBusiness-Anwendungen in der Druck‑ und Medienindustrie – zwei Beispiele. In: Technologieberatungsstelle beim DGB NRW e. Ⅴ. (Hrsg.): Arbeit im eBusiness – ein Querschnitt durch Branchen und Anwendungen, Reihe Arbeit, Gesundheit, Umwelt, Technik Heft 60, S. 60–63. Bestellhinweise.
- König, Anne (2003) (Hrsg., zusammen mit Bullinger, Hans-Jörg; Bamberger, Rainer): Customer Care Center professionell managen. Strategien – Erfolgsfaktoren – Praxisbeispiele. Wiesbaden: Gabler Verlag. Beschreibung und Bestellhinweise.
- König, Anne (2003): E-Business@Print – Vernetzte Chancen – Internetbasierte Servicemodelle und neue Wege der Kommunikation in der Printmedienproduktion. Reihe Konzepte und Lösungen Band 2, Prinect Systemhaus (Heidelberger Druckmaschinen AG). Beschreibung und Bestellhinweise.
- König, Anne (2002): Voice Business – Aufbau von Sprachportalen mit dem Phone Manager. In: Wirtschaftsinformatik 03⁄2002, S. 261–266 (zusammen mit Bamberger, Rainer).
- König, Anne (2002): Arbeitsgestaltung in virtuellen Teamstrukturen – am Beispiel von innovativen Call Center Organisationen. In: BMBF (Hrsg.): Innovative Arbeitsgestaltung – Zukunft der Arbeit. Tagungsband 18.–19. April 2002, Berlin.
- König, Anne (2001): Selbstgesteuertes Lernen in betrieblichen Lehr-Lern-Arrangements. In: Sommer, Karl-Heinz (Hrsg.): Betrifft: Didaktik und Lehrende in der Berufsbildung. Stuttgart: BWT, S. 81–106.
- König, Anne (2000): Selbstgesteuertes Lernen in Kleinbetrieben. IPA-IAO Forschung und Praxis Nr. 306. Heimsheim: Jost-Jetter Verlag 2000. Dissertation. Beschreibung und Bestellmöglichkeit. Beschreibung und Bestellhinweise.
- König, Anne (1999): Kundenintegrierte Dienstleistungskonzepte der Medienindustrie. In: Szyperski, Norbert (Hrsg.): Perspektiven der Medienwirtschaft. Lohmar, Köln: Josef Eul Verlag 1999, S. 447–458.
- König, Anne (1999): Vom Print‑ zum Online-Dienstleister. Zahlen, Fakten, Trends. In: Akademie für neue Medien, Lehrbriefe Internet-Campus.
- König, Anne (1997): Integration Computer-to…-Technologien. Hrsg.: Bundesverband Druck e.V., Abt. Technik + Forschung, Wiesbaden 1997.
- König, Anne (1994): KODRUCK – Dezentralisierung durch neue Formen der Arbeitsorganisation. In: ErgoMed Nr. 5 (1994), S. 140–143 (zusammen mit Bamberger, Rainer; Hofmann, Achim).